# ボーフム

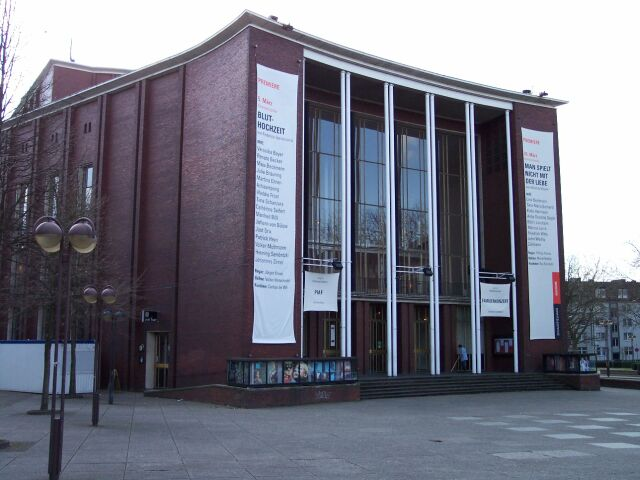
劇場

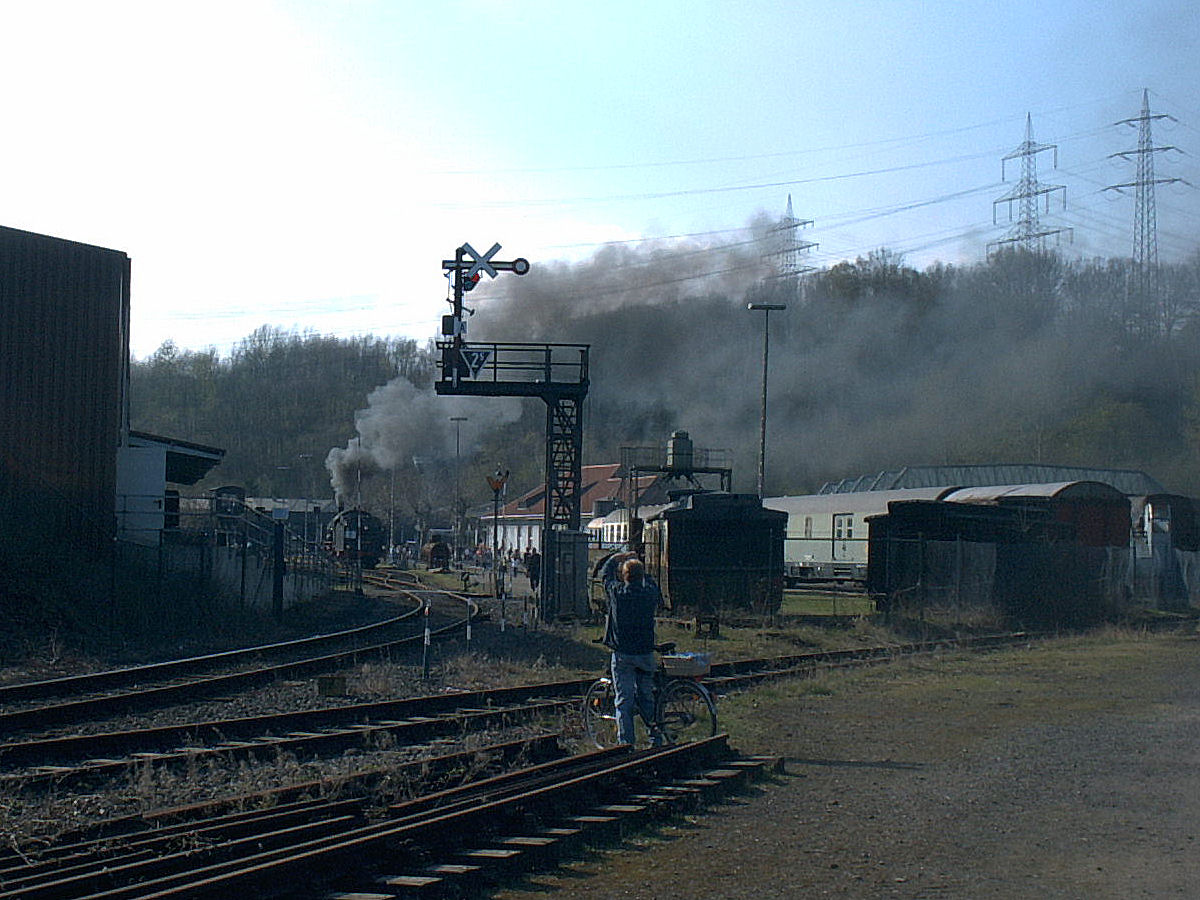
鉄道博物館

ボーフム（Bochum [ˈboːxʊm] ( 音声ファイル)、ヴェストファーレン語：Baukem）はドイツ連邦共和国の都市。ノルトライン＝ヴェストファーレン州に属する。人口は約37万人。

## 地勢・産業
ライン川の東方に位置し、ルール工業地帯を代表する工業都市の一つである。戦後は、炭鉱の閉鎖にともない、大学設置を通じた学術振興など新たな道を模索している。周辺の都市としては、東はドルトムントに、西はエッセンに、また北はヘルネに隣接している。また、30キロメートル西にはデュースブルクとデュッセルドルフが、25キロメートル南にはヴッパータールが位置している。

## 歴史
ボーフムに触れた最も古い記録は890年のものである。その後発展し、14世紀前半に、都市特権を獲得した。19世紀に入ると、1841年に炭鉱が開かれ、その後も市内各地に炭鉱が設置され、ボーフムは鉄と石炭の町として成長した。インフラとして鉄道の敷設が進み、1894年には路面電車も登場している。
第二次世界大戦では市街地の4割が破壊されるという深刻な打撃を受け、戦後復興に取り組んだ。しかし、その後の石炭不況の影響で、炭鉱は1970年代までに全て閉鎖された。そのなかで、1962年にオペルによる自動車生産が開始されたが、第一、第二、第三工場はいずれも炭鉱跡地に建設されている。同年には大学設置が決定され、1965年にルール大学ボーフムとして開学した。また、1964年にはアウトバーンのインターチェンジそばに郊外ショッピングセンターが進出し、ドイツでも最大レベルの商業施設として発展している。

## スポーツ
ブンデスリーガに所属するサッカークラブ・VfLボーフム (VfL Bochum 1848) の本拠地である。歴史のあるクラブだが、熱狂的なファンを有するボルシア・ドルトムント、シャルケ04といった近隣のクラブほどの集客力はない。1990年代前半はブンデスリーガ（1部）に在籍していたが、21世紀に入ってからはツヴァイテリーガ（2部）との往復を繰り返している。かつて元日本代表の小野伸二や乾貴士が在籍していた。また、ボーフム内のヴァッテンシャイトを本拠地とするSGヴァッテンシャイト (SG Wattenscheid 09) というクラブもある。

## 教育・文化
- ルール大学ボーフム
- ドイツ炭鉱博物館：都心近くにある博物館で、地下には実物に沿った炭鉱が設置されている。
- ボーフム鉄道博物館：鉄道の旧車両基地を改造して1977年に設置された博物館。都心から南東8キロメートルの、エッセンとの境界近くにある。鉄道で行く場合は、エッセン中央駅からライン＝ルールSバーンまたはボーフム/ゲルゼンキルヒェン市電318系統を利用し、ボーフム＝ダールハウゼン駅で下車して徒歩1キロメートルほど。日曜祭日は、ボーフム＝ダールハウゼン駅から博物館まで保存車両レールバスによるシャトル運行がある。季節によっては、鉄道博物館が動態保存している車両が、ボーフム中央駅からSバーンの線路を利用して、またハーゲン中央駅から通常旅客列車は使用しないルール谷鉄道 (Ruhrtalbahn) を経由して博物館まで旅客営業運転を行い、博物館に直接入場できる。

## 姉妹都市
- イングランド シェフィールド
- スペイン オビエド
- ウクライナ ドネツィク
- ドイツ ノルトハウゼン
- 日本 つくば市
- 中国 徐州市